# Norðfjörðurs flygplats
Norðfjörðurs flygplats är en flygplats i republiken Island. Den ligger i regionen Austurland, i den östra delen av landet. Flygplatsen ligger 4 meter över havet. Landningsbanan är 1112 meter.